# Blutprodukt
Blutprodukte (auch Hämoprodukte) sind aus menschlichem Blut gewonnene zelluläre oder plasmatische Blutbestandteile oder Vollblut, die zur Übertragung (Transfusion) an einen Empfänger aufbereitet worden sind.
In Deutschland wird das „Gesetz zur Regelung des Transfusionswesens (TFG)“ und dessen Ausführungsbestimmungen, die Richtlinien für Hämotherapie angewandt, die von der Bundesärztekammer, als die „Richtlinien zur Gewinnung von Blut und Blutbestandteilen und zur Anwendung von Blutprodukten (Hämotherapie) (RiliBÄK-Blut)“ im Einvernehmen mit dem Paul-Ehrlich-Institut festgelegt und von diesem veröffentlicht werden sowie durch die „Querschnitts-Leitlinien (BÄK) zur Therapie mit Blutkomponenten und Plasmaderivaten (QLL BÄK)“:
Ferner werden die Voten des Arbeitskreises Blut (RKI) berücksichtigt.
In den Anfängen der Transfusionsmedizin wurde den Patienten das gespendete Blut als sogenanntes Vollblut von den Krankenhäusern übertragen. Heutzutage werden aus einer Spende meist mehrere Blutprodukte hergestellt, um dem Patienten auf diese Art nur die Blutbestandteile zu verabreichen, die dieser speziell benötigt. Dadurch wird zum einen das Risiko von Nebenwirkungen und Unverträglichkeiten stark gesenkt und zum anderen können durch die Auftrennung des Blutes in seine Bestandteile optimale Bedingungen für Haltbarkeit und Wirksamkeit erreicht werden.

## Herstellung und Lagerung
Schon bei der Blutspende wird das Blut in ein geschlossenes Beutelsystem geleitet, das ein gerinnungshemmendes Mittel und eine Nährlösung für die Zellen enthält. Das Beutelsystem ist so konstruiert, dass die einzelnen Blutkomponenten in separate, bereits fest verbundene Beutel überführt werden können, ohne dass das System geöffnet werden muss. Dadurch können Reaktionen mit der Luft und Verunreinigungen mit Keimen oder Staubteilen vermieden werden.
Der nächste Schritt findet bei einem Blutspendezentrum statt. Dort wird die Auftrennung der Blutspende in ihre Komponenten durch Zentrifugieren erreicht: Die Zellen und Blutbestandteile werden dabei durch ihr unterschiedliches Gewicht in Schichten getrennt. Die Erythrozyten (roten Blutkörperchen) finden sich in der untersten Schicht, darüber die Leukozyten (weißen Blutzellen), dann die Thrombozyten (Blutplättchen) und zuoberst das zellfreie Blutplasma. Die einzelnen Bestandteile befinden sich nun in den entsprechenden Beutelbereichen und werden anschließend durch lichtsensorgesteuertes Abpressen in ein Erythrozyten-Konzentrat, ein Frischplasmapräparat und die Zwischenschicht (Buffy-Coat), die die weißen Blutkörperchen und die Thrombozyten enthält, aufgeteilt.
Das Erythrozyten-Konzentrat kann bei +4 °C über 42 Tage gelagert werden. Alternativ kann das Erythrozyten-Konzentrat auch mit Glycerin versetzt werden und z. B. bei minus 196 °C gefroren werden, so dass es über Jahre hinaus haltbar ist. Vor einer Transfusion muss das Glycerin dann wieder aus dem Gemisch herausgewaschen werden, so dass dieses Verfahren sehr teuer und aufwändig ist. Das Frischplasma wird tiefgefroren und ist in diesem Zustand über zwei Jahre haltbar. Um ein für eine Transfusion ausreichend großes Thrombozytenkonzentrat herzustellen, müssen vier passende „Buffy Coat“-Präparate zusammengeführt werden. Von diesem so entstandenen Präparat werden durch ein Filter die Leukozyten abgetrennt. Die Entfernung der Leukozyten erhöht die Verträglichkeit des Thrombozytenkonzentrats, da diese Nebenwirkungen wie Fieber oder Antikörperbildung verursachen können. Das Thrombozytenkontentrat kann bei +22 °C fünf Tage gelagert werden.

## Verwendung des Blutplasmas
Bei der Herstellung von Blutprodukten aus Vollblut steht die Gewinnung der zellulären Bestandteile im Vordergrund. Das Blutplasma wird zunächst eingefroren und kann als gefrorenes Frischplasma (GFP) verwendet werden. Bei Überkapazitäten an diesem "Nebenprodukt" wird es in industriellem Maßstab durch Plasmafraktionierung weiterverarbeitet. Es werden dann Plasmaproteine (hauptsächlich Albumin), Immunpräparate und Gerinnungsfaktoren daraus hergestellt. Diese liegen am Ende des Prozesses in reiner, konzentrierter und haltbarer Form vor. Diese Produktgruppen gehören wegen ihrer Herkunft eigentlich zu den Blutprodukten, werden aber allgemein als Plasmaprodukte bezeichnet. Sie sind durch die Haltbarmachung (meist Gefriertrocknung) länger verwendbar als GFP und unkomplizierter in der Lagerung (meist Raumtemperatur oder Kühlschrank), Transport und Handhabung. Virusinaktivierungsschritte im Prozess minimieren die Gefahr vor der Übertragung von ansteckenden Krankheiten, können sie jedoch nicht völlig ausschließen. Da die Plasmaprodukte hoch konzentriert sind, können viel höhere Dosen bei kleinerem Volumen in kürzerer Zeit gegeben werden.

## Risiken
Blutprodukte bergen grundsätzlich das Risiko, dass ansteckende Krankheiten durch sie übertragen werden. So traten vor allem in den 1980er Jahren weltweit Infektionen durch HIV-kontaminierte Blutprodukte auf. Darum werden Blutprodukte nur bei strenger entsprechender Indikation (Bedarf) übertragen. Meist besteht diese Indikation bei einem Mangel des betreffenden Blutbestandteils.

## Liste von Blutprodukten
Die wichtigsten Blutprodukte sind:

### Zelluläre Blutprodukte
- Erythrozyten-Konzentrat, umgangssprachlich als Blutkonserve bezeichnet
- Thrombozyten-Konzentrat
- Granulozyten-Konzentrat
- Thrombozytenreiches Plasma
- Stammzellpräparate

### Nichtzelluläre Blutprodukte
- Gefrorenes Frischplasma (GFP) synonym: FFP (fresh frozen plasma)
- Blutplasmaderivate
  - Konzentrate von einzelnen Gerinnungsfaktoren, z. B. PPSB, Faktor VIII, Faktor IX
  - Humanalbumin (menschliches Eiweiß)
  - Immunglobuline
    - Anti-D Immunglobulin

  - Fibrinkleber
  - Antithrombin
  - Protein C und Protein S
  - Fibrinolytika